# Liste des mammifères en Biélorussie

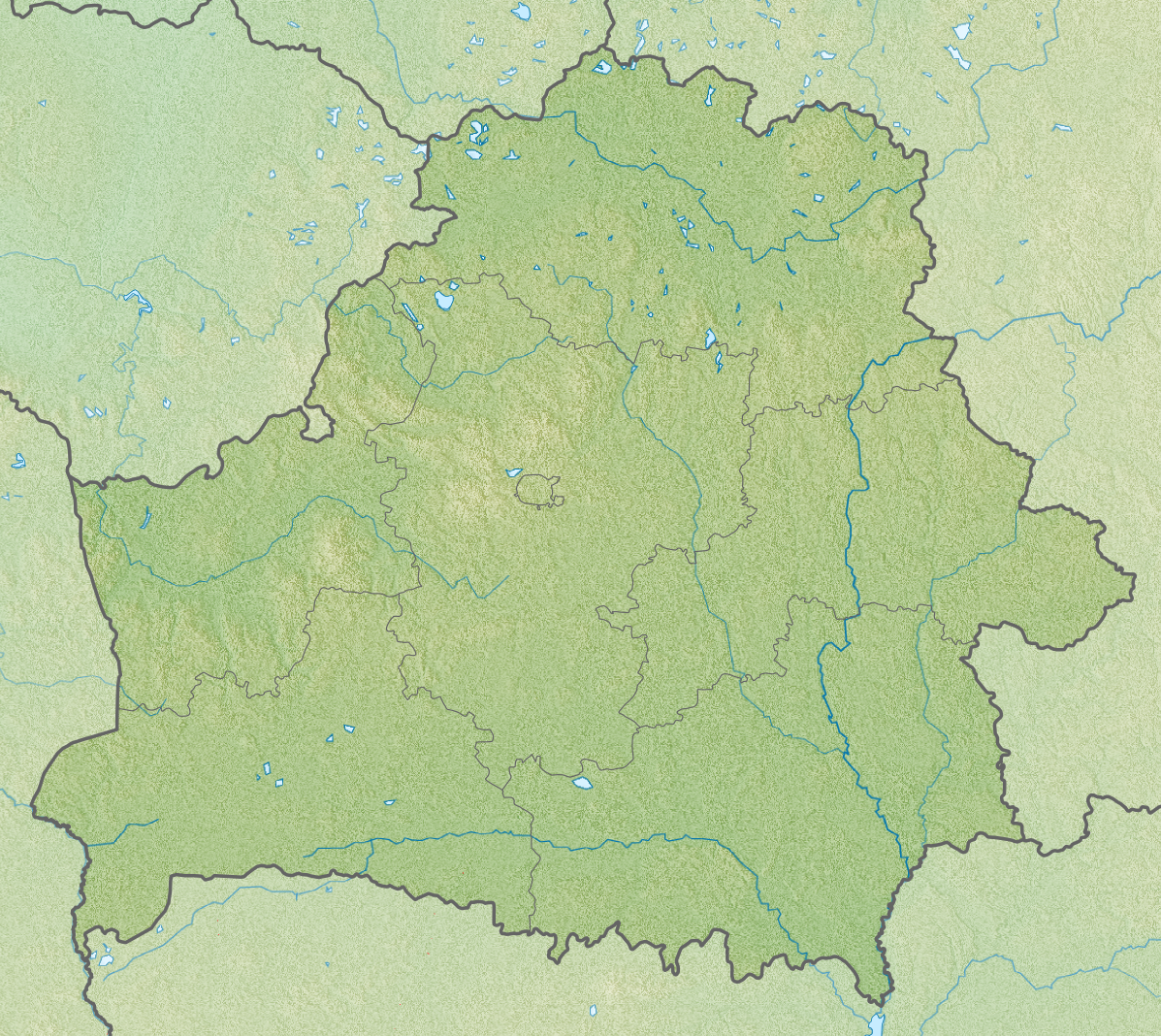
Carte topographique de la Biélorussie.

Localisation de la Biélorussie en Europe.

Cette liste commentée recense la mammalofaune en Biélorussie. Elle répertorie les espèces de mammifères biélorusses actuels et celles qui ont été récemment classifiées comme éteintes (à partir de l'Holocène, depuis donc 11 700 ans av. J.‑C.). Cette liste comporte 94 espèces réparties en neuf ordres et 23 familles, dont un est « en danger critique d'extinction », un autre est « en danger », deux sont « vulnérables » et sept sont « quasi menacées » (selon les critères de la liste rouge de l'UICN au niveau mondial).
Elle contient au moins sept espèces introduites sur ce territoire, qui sont plus ou moins bien acclimatées. Il peut contenir aussi dans cette liste des animaux non reconnus par la liste rouge de l'UICN (deux mammifère ici) et ils sont classés en « non évalué » : cela étant dû notamment au manque de données et à des espèces domestiques, disparues ou éteintes avant le XVIe siècle. Il n'existe pas en Biélorussie d'espèces et de sous-espèces de mammifères endémiques.

## Statuts de la liste rouge de l'UICN
Les statuts de conservation utilisés par la liste rouge de l'UICN mondiale sont :
| (EX) | Éteint                  | Il n'y a pas le moindre doute sur le fait que le dernier spécimen recensé est mort.                                                                   |
| (EW) | Éteint à l'état sauvage | L'espèce est connue uniquement en captivité ou en tant que population naturalisée bien en dehors de son ancienne aire de répartition.                 |
| (CR) | En danger critique      | L'espèce risque prochainement de s'éteindre à l'état sauvage.                                                                                         |
| (EN) | En danger               | L'espèce fait face à un très gros risque d'extinction à l'état sauvage.                                                                               |
| (VU) | Vulnérable              | L'espèce fait face à un gros risque d'extinction à l'état sauvage.                                                                                    |
| (NT) | Quasi menacé            | L'espèce ne satisfait pas un ou plusieurs des critères prévus qui permettraient de la catégoriser, mais pourrait risquer de s'éteindre dans le futur. |
| (LC) | Préoccupation mineure   | Il n'y a pas de risque identifiable pour l'espèce. |
| (DD) | Données insuffisantes   | Il n'y a pas d'information adéquate qui permettraient de faire une évaluation des risques pour cette espèce.                                          |
| (NE) | Non évalué              | L'espèce n'a pas encore été confrontée aux critères précédents, n'est pas reconnue par l'UICN ou bien s'est éteinte avant le XVIe siècle.             |

## Ordre:Primates

### Famille:Hominidés
| Nom binominal, nom vulgaire et citation d'auteurs | Nom vulgaire biélorusse (Be) et russe (Ru) (langues officielles de la Biélorussie) | Origine et statut en Biélorussie | Aire de répartition                    | Statut UICN mondial | Image         |
| ------------------------------------------------- | ---------------------------------------------------------------------------------- | -------------------------------- | -------------------------------------- | ------------------- | ------------- |
| Homo sapiens (Homme moderne) Linnaeus, 1758       | Be : Чалавек разумны Ru : Человек разумный                                         | Autochtone,                      | Aire de répartition de l'Homme moderne | [ 2 ]               | Homme moderne |

## Ordre:Lagomorphes

### Famille:Léporidés
| Nom binominal, nom vulgaire et citation d'auteurs | Nom vulgaire biélorusse (Be) et russe (Ru) (langues officielles de la Biélorussie) | Origine et statut en Biélorussie | Aire de répartition                    | Statut UICN mondial | Image           |
| ------------------------------------------------- | ---------------------------------------------------------------------------------- | -------------------------------- | -------------------------------------- | ------------------- | --------------- |
| Lepus europaeus (Lièvre d'Europe) Pallas, 1778    | Be : Заяц-русак Ru : Заяц-русак                                                    | Autochtone                       | Aire de répartition du Lièvre d'Europe | [ 3 ]               | Lièvre d'Europe |
| Lepus timidus (Lièvre variable) Linnaeus, 1758    | Be : Заяц-бяляк Ru : Заяц-беляк                                                    | Autochtone                       | Aire de répartition du Lièvre variable | [ 4 ]               | Lièvre variable |

### Famille:Ochotonidés
| Nom binominal, nom vulgaire et citation d'auteurs  | Nom vulgaire biélorusse (Be) et russe (Ru) (langues officielles de la Biélorussie) | Origine et statut en Biélorussie | Aire de répartition                     | Statut UICN mondial | Image                  |
| -------------------------------------------------- | ---------------------------------------------------------------------------------- | -------------------------------- | --------------------------------------- | ------------------- | ---------------------- |
| Ochotona pusilla (Pika des steppes) (Pallas, 1769) | Be : — aucun — Ru : Малая пищуха                                                   | Autochtone (Disparu),            | Aire de répartition du Pika des steppes | [ 6 ]               | Illustration manquante |

## Ordre:Rodentiens

### Famille:Castoridés
| Nom binominal, nom vulgaire et citation d'auteurs | Nom vulgaire biélorusse (Be) et russe (Ru) (langues officielles de la Biélorussie) | Origine et statut en Biélorussie | Aire de répartition                     | Statut UICN mondial | Image            |
| ------------------------------------------------- | ---------------------------------------------------------------------------------- | -------------------------------- | --------------------------------------- | ------------------- | ---------------- |
| Castor fiber (Castor d'Eurasie) Linnaeus, 1758    | Be : Бабёр еўрапейскі Ru : Обыкновенный бобр                                       | Autochtone                       | Aire de répartition du Castor d'Eurasie | [ 7 ]               | Castor d'Eurasie |

### Famille:Dipodidés
| Nom binominal, nom vulgaire et citation d'auteurs      | Nom vulgaire biélorusse (Be) et russe (Ru) (langues officielles de la Biélorussie) | Origine et statut en Biélorussie | Aire de répartition                            | Statut UICN mondial | Image                |
| ------------------------------------------------------ | ---------------------------------------------------------------------------------- | -------------------------------- | ---------------------------------------------- | ------------------- | -------------------- |
| Sicista betulina (Siciste des bouleaux) (Pallas, 1779) | Be : Мышоўка лясная Ru : Лесная мышовка                                            | Autochtone                       | Aire de répartition de la Siciste des bouleaux | [ 8 ]               | Siciste des bouleaux |

### Famille:Cricétidés
| Nom binominal, nom vulgaire et citation d'auteurs                        | Nom vulgaire biélorusse (Be) et russe (Ru) (langues officielles de la Biélorussie) | Origine et statut en Biélorussie | Aire de répartition                         | Statut UICN mondial | Image                  |
| ------------------------------------------------------------------------ | ---------------------------------------------------------------------------------- | -------------------------------- | ------------------------------------------- | ------------------- | ---------------------- |
| Arvicola amphibius (Campagnol terrestre) (Linnaeus, 1758)                | Be : Вадзяны пацук Ru : Водяная полёвка                                            | Autochtone                       | Aire de répartition du Campagnol terrestre  | [ 9 ]               | Campagnol terrestre    |
| Microtus oeconomus (Campagnol nordique) (Pallas, 1776)                   | Be : Палёўка-эканомка Ru : Полёвка-экономка                                        | Autochtone                       | Illustration manquante                      | [ 10 ]              | Campagnol nordique     |
| Microtus agrestis (Campagnol agreste) (Linnaeus, 1761)                   | Be : Цёмная палёўка Ru : Тёмная полёвка                                            | Autochtone                       | Aire de répartition du Campagnol agreste    | [ 11 ]              | Campagnol agreste      |
| Microtus arvalis (Campagnol des champs) (Pallas, 1778)                   | Be : Палёўка звычайная Ru : Обыкновенная полёвка                                   | Autochtone                       | Aire de répartition du Campagnol des champs | [ 12 ]              | Campagnol des champs   |
| Microtus levis (Campagnol d'Ondrias) Miller, 1908                        | Be : Усходнееўрапейская палёўка Ru : Восточноевропейская полёвка                   | Autochtone                       | Illustration manquante                      | [ 13 ]              | Campagnol d'Ondrias    |
| Microtus subterraneus (Campagnol souterrain) (de Sélys Longchamps, 1836) | Be : Еўрапейская хваёвая палёўка Ru : Подземная полёвка                            | Autochtone                       | Illustration manquante                      | [ 14 ]              | Campagnol souterrain   |
| Microtus gregalis (Campagnol des hauteurs) (Pallas, 1779)                | Be : — aucun — Ru : Узкочерепная полёвка                                           | Autochtone (Disparu)             | Illustration manquante                      | [ 15 ]              | Illustration manquante |
| Dicrostonyx torquatus (Lemming arctique) (Pallas, 1778)                  | Be : — aucun — Ru : Копытный лемминг                                               | Autochtone (Disparu)             | Illustration manquante                      | [ 16 ]              | Lemming arctique       |
| Lemmus sibiricus (Lemming de Sibérie) (Kerr, 1792)                       | Be : — aucun — Ru : Сибирский лемминг                                              | Autochtone (Disparu)             | Aire de répartition du Lemming de Sibérie   | [ 17 ]              | Lemming de Sibérie     |
| Myodes glareolus (Campagnol roussâtre) Schreber, 1780                    | Be : Рудая палёўка Ru : Рыжая полёвка                                              | Autochtone                       | Aire de répartition du Campagnol roussâtre  | [ 18 ]              | Campagnol roussâtre    |
| Ondatra zibethicus (Rat musqué) (Linnaeus, 1766)                         | Be : Андатра Ru : Ондатра                                                          | Allochtone,                      | Aire de répartition du Rat musqué           | [ 20 ]              | Rat musqué             |
| Cricetus cricetus (Grand Hamster) (Linnaeus, 1758)                       | Be : Хамяк звычайны Ru : Обыкновенный хомяк                                        | Autochtone                       | Aire de répartition du Grand Hamster        | [ 21 ]              | Grand Hamster          |

### Famille:Muridés
| Nom binominal, nom vulgaire et citation d'auteurs       | Nom vulgaire biélorusse (Be) et russe (Ru) (langues officielles de la Biélorussie) | Origine et statut en Biélorussie | Aire de répartition                     | Statut UICN mondial | Image            |
| ------------------------------------------------------- | ---------------------------------------------------------------------------------- | -------------------------------- | --------------------------------------- | ------------------- | ---------------- |
| Apodemus agrarius (Mulot rayé) (Pallas, 1771)           | Be : Мыш палявая Ru : Полевая мышь                                                 | Autochtone                       | Illustration manquante                  | [ 22 ]              | Mulot rayé       |
| Apodemus flavicollis (Mulot à collier) (Melchior, 1834) | Be : Мыш жаўтагорлая Ru : Желтогорлая мышь                                         | Autochtone                       | Aire de répartition du Mulot à collier  | [ 23 ]              | Mulot à collier  |
| Apodemus sylvaticus (Mulot sylvestre) (Linnaeus, 1758)  | Be : Еўрапейская мыш Ru : Европейская мышь                                         | Autochtone                       | Aire de répartition du Mulot sylvestre  | [ 24 ]              | Mulot sylvestre  |
| Apodemus uralensis (Mulot pygmée) (Pallas, 1811)        | Be : Мыш лясная Ru : Лесная мышь                                                   | Autochtone                       | Aire de répartition du Mulot pygmée     | [ 25 ]              | Mulot pygmée     |
| Micromys minutus (Rat des moissons) (Pallas, 1771)      | Be : Мыш-малышка Ru : Мышь-малютка                                                 | Autochtone                       | Aire de répartition du Rat des moissons | [ 26 ]              | Rat des moissons |
| Mus musculus (Souris grise) Linnaeus, 1758              | Be : Мыш дамавая Ru : Домовая мышь                                                 | Allochtone (Introduit),          | Aire de répartition de la Souris grise  | [ 27 ]              | Souris grise     |
| Rattus norvegicus (Rat surmulot) (Berkenhout, 1769)     | Be : Шэры пацук Ru : Серая крыса                                                   | Allochtone (Introduit)           | Aire de répartition du Rat surmulot     | [ 29 ]              | Rat surmulot     |
| Rattus rattus (Rat noir) (Linnaeus, 1758)               | Be : Пацук чорны Ru : Чёрная крыса                                                 | Allochtone (Introduit)           | Aire de répartition du Rat noir         | [ 30 ]              | Rat noir         |

### Famille:Gliridés
| Nom binominal, nom vulgaire et citation d'auteurs     | Nom vulgaire biélorusse (Be) et russe (Ru) (langues officielles de la Biélorussie) | Origine et statut en Biélorussie | Aire de répartition                 | Statut UICN mondial | Image          |
| ----------------------------------------------------- | ---------------------------------------------------------------------------------- | -------------------------------- | ----------------------------------- | ------------------- | -------------- |
| Glis glis (Loir gris) Linnaeus, 1766                  | Be : Соня-палчок Ru : Соня-полчок                                                  | Autochtone                       | Aire de répartition du Loir gris    | [ 31 ]              | Loir gris      |
| Dryomys nitedula (Lérotin commun) (Pallas, 1778)      | Be : Соня лясная Ru : Лесная соня                                                  | Autochtone                       | Illustration manquante              | [ 32 ]              | Lérotin commun |
| Eliomys quercinus (Lérot commun) (Linnaeus, 1766)     | Be : Соня садовая Ru : Садовая соня                                                | Autochtone                       | Aire de répartition du Lérot commun | [ 33 ]              | Lérot commun   |
| Muscardinus avellanarius (Muscardin) (Linnaeus, 1758) | Be : Арэшнікавая соня Ru : Орешниковая соня                                        | Autochtone                       | Aire de répartition du Muscardin    | [ 34 ]              | Muscardin      |

### Famille:Sciuridés
| Nom binominal, nom vulgaire et citation d'auteurs            | Nom vulgaire biélorusse (Be) et russe (Ru) (langues officielles de la Biélorussie) | Origine et statut en Biélorussie | Aire de répartition                          | Statut UICN mondial | Image                  |
| ------------------------------------------------------------ | ---------------------------------------------------------------------------------- | -------------------------------- | -------------------------------------------- | ------------------- | ---------------------- |
| Pteromys volans (Polatouche de Sibérie) (Linnaeus, 1758)     | Be : Палятуха звычайная Ru : Обыкновенная летяга                                   | Autochtone (Peut-être disparu),  | Aire de répartition du Polatouche de Sibérie | [ 35 ]              | Polatouche de Sibérie  |
| Sciurus vulgaris (Écureuil roux) Linnaeus, 1758              | Be : Вавёрка звычайная Ru : Обыкновенная белка                                     | Autochtone                       | Aire de répartition de l'Écureuil roux       | [ 36 ]              | Écureuil roux          |
| Spermophilus superciliosus Kaup, 1839                        | Be : — aucun — Ru : — aucun —                                                      | Autochtone (Éteint),             | Illustration manquante                       | (NE)                | Illustration manquante |
| Spermophilus suslicus (Souslik tacheté) (Güldenstaedt, 1770) | Be : Суслік рабы Ru : Крапчатый суслик                                             | Autochtone                       | Illustration manquante                       | [ 37 ]              | Souslik tacheté        |

## Ordre:Érinacéomorphes

### Famille:Érinacéidés
| Nom binominal, nom vulgaire et citation d'auteurs                  | Nom vulgaire biélorusse (Be) et russe (Ru) (langues officielles de la Biélorussie) | Origine et statut en Biélorussie | Aire de répartition                         | Statut UICN mondial | Image                |
| ------------------------------------------------------------------ | ---------------------------------------------------------------------------------- | -------------------------------- | ------------------------------------------- | ------------------- | -------------------- |
| Erinaceus concolor (Hérisson oriental) Martin, 1838                | Be : Паўднёвы белагруды вожык Ru : Восточноевропейский ёж                          | Peut-être autochtone,            | Aire de répartition du Hérisson oriental    | [ 38 ]              | Hérisson oriental    |
| Erinaceus roumanicus (Hérisson des Balkans) Barrett-Hamilton, 1900 | Be : Паўночны белагруды вожык Ru : Южный ёж                                        | Autochtone                       | Aire de répartition du Hérisson des Balkans | [ 39 ]              | Hérisson des Balkans |

## Ordre:Soricomorphes

### Famille:Soricidés
| Nom binominal, nom vulgaire et citation d'auteurs           | Nom vulgaire biélorusse (Be) et russe (Ru) (langues officielles de la Biélorussie) | Origine et statut en Biélorussie | Aire de répartition                             | Statut UICN mondial | Image                  |
| ----------------------------------------------------------- | ---------------------------------------------------------------------------------- | -------------------------------- | ----------------------------------------------- | ------------------- | ---------------------- |
| Crocidura leucodon (Crocidure leucode) (Hermann, 1780)      | Be : Белазубка белабрухая Ru : Белобрюхая белозубка                                | Autochtone                       | Aire de répartition de la Crocidure leucode     | [ 40 ]              | Crocidure leucode      |
| Crocidura suaveolens (Crocidure des jardins) (Pallas, 1811) | Be : Белазубка малая Ru : Малая белозубка                                          | Autochtone                       | Aire de répartition de la Crocidure des jardins | [ 41 ]              | Crocidure des jardins  |
| Neomys anomalus (Crossope de Miller) Cabrera, 1907          | Be : Кутора малая Ru : Малая кутора                                                | Autochtone                       | Aire de répartition de la Crossope de Miller    | [ 42 ]              | Crossope de Miller     |
| Neomys fodiens (Crossope aquatique) (Pennant, 1771)         | Be : Кутора звычайная Ru : Обыкновенная кутора                                     | Autochtone                       | Aire de répartition de la Crossope aquatique    | [ 43 ]              | Crossope aquatique     |
| Sorex araneus (Musaraigne carrelet) Linnaeus, 1758          | Be : Буразубка звычайная Ru : Обыкновенная бурозубка                               | Autochtone                       | Aire de répartition de la Musaraigne carrelet   | [ 44 ]              | Musaraigne carrelet    |
| Sorex caecutiens (Musaraigne masquée) Laxmann, 1788         | Be : Буразубка сярэдняя Ru : Средняя бурозубка                                     | Autochtone                       | Aire de répartition de la Musaraigne masquée    | [ 45 ]              | Musaraigne masquée     |
| Sorex isodon (Musaraigne sombre) Turov, 1924                | Be : Раўназубая буразубка Ru : Равнозубая бурозубка                                | Autochtone                       | Aire de répartition de la Musaraigne sombre     | [ 46 ]              | Illustration manquante |
| Sorex minutissimus (Musaraigne naine) Zimmermann, 1780      | Be : — aucun — Ru : Крошечная бурозубка                                            | Autochtone                       | Aire de répartition de la Musaraigne naine      | [ 48 ]              | Musaraigne naine       |
| Sorex minutus (Musaraigne pygmée) Linnaeus, 1766            | Be : Буразубка малая Ru : Малая бурозубка                                          | Autochtone                       | Aire de répartition de la Musaraigne pygmée     | [ 49 ]              | Musaraigne pygmée      |

### Famille:Talpidés
| Nom binominal, nom vulgaire et citation d'auteurs      | Nom vulgaire biélorusse (Be) et russe (Ru) (langues officielles de la Biélorussie) | Origine et statut en Biélorussie | Aire de répartition                       | Statut UICN mondial | Image              |
| ------------------------------------------------------ | ---------------------------------------------------------------------------------- | -------------------------------- | ----------------------------------------- | ------------------- | ------------------ |
| Desmana moschata (Desman de Moscovie) (Linnaeus, 1758) | Be : Хахуля Ru : Выхухоль                                                          | Autochtone (Disparu)             | Aire de répartition du Desman de Moscovie | [ 50 ]              | Desman de Moscovie |
| Talpa europaea (Taupe d'Europe) Linnaeus, 1758         | Be : Крот еўрапейскі Ru : Европейский крот                                         | Autochtone                       | Aire de répartition de la Taupe d'Europe  | [ 51 ]              | Taupe d'Europe     |

## Ordre:Chiroptères

### Famille:Rhinolophidés
| Nom binominal, nom vulgaire et citation d'auteurs             | Nom vulgaire biélorusse (Be) et russe (Ru) (langues officielles de la Biélorussie) | Origine et statut en Biélorussie | Aire de répartition                     | Statut UICN mondial | Image            |
| ------------------------------------------------------------- | ---------------------------------------------------------------------------------- | -------------------------------- | --------------------------------------- | ------------------- | ---------------- |
| Rhinolophus hipposideros (Petit Rhinolophe) (Bechstein, 1800) | Be : — aucun — Ru : Малый подковонос                                               | Autochtone (Disparu)             | Aire de répartition du Petit Rhinolophe | [ 53 ]              | Petit Rhinolophe |

### Famille:Vespertilionidés
| Nom binominal, nom vulgaire et citation d'auteurs                             | Nom vulgaire biélorusse (Be) et russe (Ru) (langues officielles de la Biélorussie) | Origine et statut en Biélorussie | Aire de répartition                                | Statut UICN mondial | Image                    |
| ----------------------------------------------------------------------------- | ---------------------------------------------------------------------------------- | -------------------------------- | -------------------------------------------------- | ------------------- | ------------------------ |
| Myotis bechsteinii (Murin de Bechstein) (Kuhl, 1817)                          | Be : Даўгавухая начніца Ru : Длинноухая ночница                                    | Peut-être autochtone,            | Aire de répartition du Murin de Bechstein          | [ 55 ]              | Murin de Bechstein       |
| Myotis brandtii (Murin de Brandt) (Eversmann, 1845)                           | Be : Начніца Бранта Ru : Ночница Брандта                                           | Autochtone                       | Aire de répartition du Murin de Brandt             | [ 56 ]              | Murin de Brandt          |
| Myotis dasycneme (Murin des marais) (Boie, 1825)                              | Be : Начніца сажалкавая Ru : Прудовая ночница                                      | Autochtone                       | Aire de répartition du Murin des marais            | [ 57 ]              | Murin des marais         |
| Myotis daubentonii (Murin de Daubenton) (Kuhl, 1817)                          | Be : Начніца вадзяная Ru : Водяная ночница                                         | Autochtone                       | Aire de répartition du Murin de Daubenton          | [ 58 ]              | Murin de Daubenton       |
| Myotis myotis (Grand Murin) (Borkhausen, 1797)                                | Be : Начніца вялікая Ru : Большая ночница                                          | Autochtone                       | Aire de répartition du Grand Murin                 | [ 59 ]              | Grand Murin              |
| Myotis mystacinus (Murin à moustaches) (Kuhl, 1817)                           | Be : Начніца вусатая Ru : Усатая ночница                                           | Autochtone                       | Aire de répartition du Murin à moustaches          | [ 60 ]              | Murin à moustaches       |
| Myotis nattereri (Murin de Natterer) (Kuhl, 1817)                             | Be : Начніца Натэрэра Ru : Ночница Наттерера                                       | Autochtone                       | Aire de répartition du Murin de Natterer           | [ 61 ]              | Murin de Natterer        |
| Eptesicus nilssonii (Sérotine de Nilsson) (Keyserling & Blasius, 1839)        | Be : Кажанок паўночны Ru : Северный кожанок                                        | Autochtone                       | Aire de répartition de la Sérotine de Nilsson      | [ 62 ]              | Sérotine de Nilsson      |
| Eptesicus serotinus (Sérotine commune) (Schreber, 1774)                       | Be : Кажан позні Ru : Поздний кожан                                                | Autochtone                       | Aire de répartition de la Sérotine commune         | [ 63 ]              | Sérotine commune         |
| Nyctalus lasiopterus (Grande Noctule) (Schreber, 1780)                        | Be : Вячэрніца гіганцкая Ru : Гигантская вечерница                                 | Autochtone                       | Aire de répartition de la Grande Noctule           | [ 65 ]              | Grande Noctule           |
| Nyctalus leisleri (Noctule de Leisler) (Kuhl, 1817)                           | Be : Малая вечерница Ru : Малая вечерница                                          | Autochtone                       | Aire de répartition de la Noctule de Leisler       | [ 66 ]              | Noctule de Leisler       |
| Nyctalus noctula (Noctule commune) (Schreber, 1774)                           | Be : Вячэрніца рыжая Ru : Рыжая вечерница                                          | Autochtone                       | Aire de répartition de la Noctule commune          | [ 67 ]              | Noctule commune          |
| Pipistrellus kuhlii (Pipistrelle de Kuhl) (Kuhl, 1817)                        | Be : Міжземнаморскі кажан Ru : Средиземноморский нетопырь                          | Autochtone                       | Aire de répartition de la Pipistrelle de Kuhl      | [ 69 ]              | Pipistrelle de Kuhl      |
| Pipistrellus nathusii (Pipistrelle de Nathusius) (Keyserling & Blasius, 1839) | Be : Лясны кажан Ru : Лесной нетопырь                                              | Autochtone                       | Aire de répartition de la Pipistrelle de Nathusius | [ 70 ]              | Pipistrelle de Nathusius |
| Pipistrellus pipistrellus (Pipistrelle commune) (Schreber, 1774)              | Be : Кажан-карлік Ru : Нетопырь-карлик                                             | Autochtone                       | Aire de répartition de la Pipistrelle commune      | [ 71 ]              | Pipistrelle commune      |
| Pipistrellus pygmaeus (Pipistrelle pygmée) (Leach, 1825)                      | Be : Малы кажан Ru : Малый нетопырь                                                | Autochtone                       | Aire de répartition de la Pipistrelle pygmée       | [ 72 ]              | Pipistrelle pygmée       |
| Barbastella barbastellus (Barbastelle d'Europe) (Schreber, 1774)              | Be : Еўрапейская шыракавушка Ru : Европейская широкоушка                           | Autochtone                       | Aire de répartition de la Barbastelle d'Europe     | [ 73 ]              | Barbastelle d'Europe     |
| Plecotus auritus (Oreillard roux) (Linnaeus, 1758)                            | Be : Вушан звычайны Ru : Бурый ушан                                                | Autochtone                       | Aire de répartition de l'Oreillard roux            | [ 74 ]              | Oreillard roux           |
| Plecotus austriacus (Oreillard gris) (J. Fischer, 1829)                       | Be : — aucun — Ru : Серый ушан                                                     | Autochtone                       | Aire de répartition de l'Oreillard gris            | [ 75 ]              | Oreillard gris           |
| Vespertilio murinus (Sérotine bicolore) Linnaeus, 1758                        | Be : Кажан двухколерны Ru : Двухцветный кожан                                      | Autochtone                       | Aire de répartition de la Sérotine bicolore        | [ 76 ]              | Sérotine bicolore        |

## Ordre:Artiodactyles

### Famille:Bovidés
| Nom binominal, nom vulgaire et citation d'auteurs | Nom vulgaire biélorusse (Be) et russe (Ru) (langues officielles de la Biélorussie) | Origine et statut en Biélorussie | Aire de répartition                   | Statut UICN mondial | Image          |
| ------------------------------------------------- | ---------------------------------------------------------------------------------- | -------------------------------- | ------------------------------------- | ------------------- | -------------- |
| Bison bonasus (Bison d'Europe) (Linnaeus, 1758)   | Be : Зубр еўрапейскі Ru : Зубр                                                     | Autochtone (Réintroduit),        | Aire de répartition du Bison d'Europe | [ 77 ]              | Bison d'Europe |
| Bos taurus (Taurin) Linnaeus, 1758                | Be : Карова Ru : Дикий бык                                                         | Autochtone (Disparu)             | Aire de répartition du Taurin         | (NE)                |                |

### Famille:Cervidés
| Nom binominal, nom vulgaire et citation d'auteurs         | Nom vulgaire biélorusse (Be) et russe (Ru) (langues officielles de la Biélorussie) | Origine et statut en Biélorussie | Aire de répartition                       | Statut UICN mondial | Image              |
| --------------------------------------------------------- | ---------------------------------------------------------------------------------- | -------------------------------- | ----------------------------------------- | ------------------- | ------------------ |
| Alces alces (Élan) (Linnaeus, 1758)                       | Be : Лось Ru : Лось                                                                | Autochtone                       | Aire de répartition de l'Élan             | [ 78 ]              | Élan               |
| Capreolus capreolus (Chevreuil européen) (Linnaeus, 1758) | Be : Казуля еўрапейская Ru : Европейская косуля                                    | Autochtone                       | Aire de répartition du Chevreuil européen | [ 79 ]              | Chevreuil européen |
| Rangifer tarandus (Renne) (Linnaeus, 1758)                | Be : Паўночны алень Ru : Северный олень                                            | Autochtone (Disparu)             | Aire de répartition du Renne              | [ 81 ]              | Renne              |
| Cervus elaphus (Cerf élaphe) Linnaeus, 1758               | Be : Высакародны алень Ru : Благородный олень                                      | Autochtone                       | Aire de répartition du Cerf élaphe        | [ 82 ]              | Cerf élaphe        |
| Dama dama (Daim européen) (Linnaeus, 1758)                | Be : Лань Ru : Лань                                                                | Allochtone (Introduit)           | Aire de répartition du Daim européen      | [ 83 ]              | Daim européen      |

### Famille:Suidés
| Nom binominal, nom vulgaire et citation d'auteurs | Nom vulgaire biélorusse (Be) et russe (Ru) (langues officielles de la Biélorussie) | Origine et statut en Biélorussie | Aire de répartition                       | Statut UICN mondial | Image              |
| ------------------------------------------------- | ---------------------------------------------------------------------------------- | -------------------------------- | ----------------------------------------- | ------------------- | ------------------ |
| Sus scrofa (Sanglier d'Eurasie) Linnaeus, 1758    | Be : Дзік Ru : Кабан                                                               | Autochtone                       | Aire de répartition du Sanglier d'Eurasie | [ 84 ]              | Sanglier d'Eurasie |

## Ordre:Périssodactyles

### Famille:Équidés
| Nom binominal, nom vulgaire et citation d'auteurs | Nom vulgaire biélorusse (Be) et russe (Ru) (langues officielles de la Biélorussie) | Origine et statut en Biélorussie | Aire de répartition           | Statut UICN mondial | Image  |
| ------------------------------------------------- | ---------------------------------------------------------------------------------- | -------------------------------- | ----------------------------- | ------------------- | ------ |
| Equus caballus (Cheval) Linnaeus, 1758            | Be : Конь Ru : Дикая лошадь                                                        | Autochtone (Disparu)             | Aire de répartition du Cheval | [ 85 ]              | Cheval |

## Ordre:Carnivores

### Famille:Canidés
| Nom binominal, nom vulgaire et citation d'auteurs      | Nom vulgaire biélorusse (Be) et russe (Ru) (langues officielles de la Biélorussie) | Origine et statut en Biélorussie | Aire de répartition                   | Statut UICN mondial | Image          |
| ------------------------------------------------------ | ---------------------------------------------------------------------------------- | -------------------------------- | ------------------------------------- | ------------------- | -------------- |
| Canis aureus (Chacal doré) Linnaeus, 1758              | Be : Шакал Ru : Обыкновенный шакал                                                 | Erratique,                       | Aire de répartition du Chacal doré    | [ 87 ]              |                |
| Canis lupus (Loup gris) Linnaeus, 1758                 | Be : Воўк Ru : Волк                                                                | Autochtone                       | Aire de répartition du Loup gris      | [ 88 ]              | Loup gris      |
| Nyctereutes procyonoides (Chien viverrin) (Gray, 1834) | Be : Янотападобны сабака Ru : Енотовидная собака                                   | Allochtone (Introduit)           | Aire de répartition du Chien viverrin | [ 89 ]              | Chien viverrin |
| Vulpes vulpes (Renard roux) (Linnaeus, 1758)           | Be : Звычайны ліс Ru : Обыкновенная лисица                                         | Autochtone                       | Aire de répartition du Renard roux    | [ 91 ]              | Renard roux    |

### Famille:Ursidés
| Nom binominal, nom vulgaire et citation d'auteurs | Nom vulgaire biélorusse (Be) et russe (Ru) (langues officielles de la Biélorussie) | Origine et statut en Biélorussie | Aire de répartition                | Statut UICN mondial | Image     |
| ------------------------------------------------- | ---------------------------------------------------------------------------------- | -------------------------------- | ---------------------------------- | ------------------- | --------- |
| Ursus arctos (Ours brun) Linnaeus, 1758           | Be : Буры мядзведзь Ru : Бурый медведь                                             | Autochtone                       | Aire de répartition de l'Ours brun | [ 92 ]              | Ours brun |

### Famille:Mustélidés
| Nom binominal, nom vulgaire et citation d'auteurs  | Nom vulgaire biélorusse (Be) et russe (Ru) (langues officielles de la Biélorussie) | Origine et statut en Biélorussie | Aire de répartition                        | Statut UICN mondial | Image             |
| -------------------------------------------------- | ---------------------------------------------------------------------------------- | -------------------------------- | ------------------------------------------ | ------------------- | ----------------- |
| Lutra lutra (Loutre commune) (Linnaeus, 1758)      | Be : Выдра Ru : Выдра                                                              | Autochtone                       | Aire de répartition de la Loutre commune   | [ 93 ]              | Loutre commune    |
| Martes foina (Fouine) (Erxleben, 1777)             | Be : Каменная куніца Ru : Каменная куница                                          | Autochtone                       | Aire de répartition de la Fouine           | [ 94 ]              | Fouine            |
| Martes martes (Martre des pins) (Linnaeus, 1758)   | Be : Лясная куніца Ru : Лесная куница                                              | Autochtone                       | Aire de répartition de la Martre des pins  | [ 95 ]              | Martre des pins   |
| Meles meles (Blaireau européen) (Linnaeus, 1758)   | Be : Барсук Ru : Барсук                                                            | Autochtone                       | Aire de répartition du Blaireau européen   | [ 97 ]              | Blaireau européen |
| Mustela lutreola (Vison d'Europe) (Linnaeus, 1761) | Be : Норка еўрапейская Ru : Европейская норка                                      | Autochtone                       | Aire de répartition du Vison d'Europe      | [ 99 ]              | Vison d'Europe    |
| Mustela erminea (Hermine) Linnaeus, 1758           | Be : Гарнастай Ru : Горностай                                                      | Autochtone                       | Aire de répartition de l'Hermine           | [ 100 ]             | Hermine           |
| Mustela nivalis (Belette d'Europe) Linnaeus, 1766  | Be : Ласка Ru : Ласка                                                              | Autochtone                       | Aire de répartition de la Belette d'Europe | [ 101 ]             | Belette d'Europe  |
| Mustela putorius (Putois d'Europe) Linnaeus, 1758  | Be : Лясны тхор Ru : Лесной хорёк                                                  | Autochtone                       | Aire de répartition du Putois d'Europe     | [ 102 ]             | Putois d'Europe   |
| Neovison vison (Vison d'Amérique) (Schreber, 1777) | Be : Амерыканская норка Ru : Американская норка                                    | Allochtone (Introduit)           | Aire de répartition du Vison d'Amérique    | [ 103 ]             | Vison d'Amérique  |

### Famille:Procyonidés
| Nom binominal, nom vulgaire et citation d'auteurs    | Nom vulgaire biélorusse (Be) et russe (Ru) (langues officielles de la Biélorussie) | Origine et statut en Biélorussie      | Aire de répartition                        | Statut UICN mondial | Image               |
| ---------------------------------------------------- | ---------------------------------------------------------------------------------- | ------------------------------------- | ------------------------------------------ | ------------------- | ------------------- |
| Procyon lotor (Raton laveur commun) (Linnaeus, 1758) | Be : Янот-паласкун Ru : Енот-полоскун                                              | Allochtone (Peut-être non acclimaté), | Aire de répartition du Raton laveur commun | [ 105 ]             | Raton laveur commun |

### Famille:Félidés
| Nom binominal, nom vulgaire et citation d'auteurs | Nom vulgaire biélorusse (Be) et russe (Ru) (langues officielles de la Biélorussie) | Origine et statut en Biélorussie | Aire de répartition                 | Statut UICN mondial | Image        |
| ------------------------------------------------- | ---------------------------------------------------------------------------------- | -------------------------------- | ----------------------------------- | ------------------- | ------------ |
| Felis silvestris (Chat sauvage) Schreber, 1777    | Be : Лясны кот Ru : Лесной кот                                                     | Autochtone                       | Aire de répartition du Chat sauvage | [ 106 ]             | Chat sauvage |
| Lynx lynx (Lynx boréal) (Linnaeus, 1758)          | Be : Рысь звычайная Ru : Обыкновенная рысь                                         | Autochtone                       | Aire de répartition du Lynx boréal  | [ 107 ]             | Lynx boréal  |